# Buerarema
Buerarema là một đô thị thuộc bang Bahia, Brasil. Đô thị này có diện tích 209,56 km², dân số năm 2007 là 20454 người, mật độ 97,6 người/km².